# 劉宝貞
劉 宝貞（りゅう ほうてい）は、中華民国の武術家。外号は「飛刀劉」、字は聘卿。

## 略歴・人物
中国河北省固安県の出身。始め少林拳、劈掛掌を学び、後に董海川に拝師する。
弟子には蕭海波、劉志清、任致誠（陰陽八盤掌）等がいる。
「董先生墓志銘」の39番目に「劉宝貞（宝珍）」として記載されており、劉宝珍派とされる。